# Jon Krakauer
Jon Krakauer (født 12. april 1954 i Brookline, Massachusetts) er en amerikansk forfatter og bjergbestiger. Han blev født i Brookline, men voksede op i Oregon i USA. Han har skrevet for magasiner som Outside og Rolling Stone.
Krakauers gennembrud som journalist og forfatter var hovedsagelig gennem hans bog Ind i Vildmarken (Into the Wild). Bogen blev udgivet i 1996 og består hovedsageligt af efterforskninger om Christopher McCandless, en socialt kritisk eventyrer og vagabond, der døde i Alaskas vildmark. Bogen blev senere hen filmatiseret i 2007 af Sean Penn med titlen Into the Wild.
Han tog også billeder i fotobogen Island, skrevet af David Roberts.